# Koaksialkabel
Koaksialkabel (COAX) er en afskærmet og ubalanceret transmissionslinje med tilhørende koaksialstik (også kaldet coax-stik), som anvendes indenfor elektronikken.
Koaksial betyder med samme akse.
Et almindeligt antennestik og -kabel til TV og radio er også koaksialstik, da midterlederens akse er den samme som skærmens; de har samme centrum.
Fordelen ved koaksialkabler og koaksialstik er at yderlederen (skærmen) skærmer mod elektrisk ind- og udstråling, og er derfor velegnede til både kraftige og svage signaler ved høje frekvenser.
De fleste antennekabler er ubalancerede – skærmen er forbundet til stel eller jord ved radioen og/eller masten. Bruges et sådant kabel til en dipolantenne (der typisk har et balanceret fødepunkt), må en såkaldt balun indsættes som adapter mellem balanced og unbalanced kredsløb.

## Historisk
- 1858 — Koaksialkabel brugt i første (1858) transatlantisk kabel.[1]
- 1880 — Koaksialkabel patenteret i England af Oliver Heaviside, patentnr. 1.407.[2]
- 1884 — Siemens & Halske patenterer koaksialkabel i Tyskland (Patent nr. 28.978, 27. marts 1884).[3]
- 1894 — Nikola Tesla (U.S. Patent 514,167)
- 1929 — Første moderne koaksialkabel patenteret af Lloyd Espenschied og Herman Affel fra AT&T'er Bell Telephone Laboratories.[4]
- 1936 — Første Lukket tv transmission af tv billeder på koaksialkabel, fra Sommer-OL 1936 i Berlin til Leipzig.[5]
- 1936 — Undervandskoaksialkabel installeret mellem Apollo Bay, nær Melbourne, Australien og Stanley, Tasmanien. Kablet er 300 km langt og kan bære én 8,5 kHz udsendelseskanal og syv telefonkanaler.[6]
- 1936 — AT&T installerer eksperimentelt koaksial telefon- og tv-kabel mellem New York og Philadelphia, med automatiske forstærkerstationer hver 16 km. Den er færdig i december og kan transmittere 240 telefonopkald samtidigt.[7][8]
- 1936 — Koaksialkabel lagt af General Post Office (nu BT) mellem London og Birmingham, hvilket giver 40 telefonkanaler.[9][10]
- 1941 — Første kommercielle brug i USA af AT&T, mellem Minneapolis, Minnesota og Stevens Point, Wisconsin. L1 system med kapacitet på én tv-kanal eller 480 telefonkredsløb.
- 1949 — Den 11. januar er otte stationer på den amerikanske østkyst og syv midtvestlige stationer forbundet via et langdistance-koaksialkabel.[11]
- 1956 — Første transatlantiske telefonkoaksialkabel lagt, TAT-1.[12][13]
- 1962 — 960 km Sydney–Melbourne koaksialkabel idriftsat, med 3 x 1.260 samtidige telefonforbindelser og-eller samtidige mellembyer tv-transmission.[14][15]